# اوهای
اوهای (به انگلیسی: Ojai) یکی از شهرهای شهرستان ونتورا در ایالت کالیفرنیا و در غرب آمریکا واقع شده است. این شهر در دره اوهای کالیفرنیا واقع شده است.